# 이보 니스카넨
이보 헨리크 니스카넨(핀란드어: Iivo Henrik Niskanen, 1992년 1월 12일~)은 핀란드의 크로스컨트리 스키 선수이다. 올림픽에서 금메달 3개, 은메달 1개, 동메달 1개를 획득했고 2014년 동계 올림픽부터 2022년 동계 올림픽까지 3회 연속으로 올림픽 금메달을 획득하였다. 또한 세계 선수권 대회에서 금메달 1개, 은메달 1개, 동메달 2개를 획득했으며 월드컵 종합 3위 1회 달성했다.

## 개인사
누나인 케르투도 핀란드 국가대표 크로스컨트리 스키 선수이다.